# (17558) 1994 AA1
(17558) 1994 AA1 est un astéroïde de la ceinture principale d'astéroïdes découvert en 1994.

## Description
(17558) 1994 AA1 a été découvert le 4 janvier 1994 à la station des Monts Yatsugatake au Japon par Yoshio Kushida et Orlando A. Naranjo Villarroel.

### Caractéristiques orbitales
L'orbite de cet astéroïde est caractérisée par un demi-grand axe de 2,39 UA, un périhélie de 2,15 UA, une excentricité de 0,10 et une inclinaison de 4,41° par rapport à l'écliptique. Du fait de ces caractéristiques, à savoir un demi-grand axe compris entre 2 et 3,2 UA et un périhélie supérieur à 1,666 UA, il est classé, selon la JPL Small-Body Database, comme objet de la ceinture principale d'astéroïdes.

### Caractéristiques physiques
(17558) 1994 AA1 a une magnitude absolue (H) de 14,1 et un albédo estimé à 0,265.